# Kevin Ruane
Kevin Ruane – brytyjski dziennikarz, w latach 1980-1981 oraz 1982-1986 był korespondentem BBC w Warszawie. Relacjonował wydarzenia Stanu Wojennego. 4 czerwca 2014 roku został odznaczony Krzyżem Kawalerskim Orderu Zasługi Rzeczypospolitej Polskiej.

## Publikacje
- Kevin Ruane: Racja Stanu: Zabić księdza. Kraków: Znak, 2008. ISBN 978-83-240-1051-6. Brak numerów stron w książce